# Longeaux
Longeaux – miejscowość i gmina we Francji, w regionie Grand Est, w departamencie Moza.
Według danych na rok 1990 gminę zamieszkiwało 225 osób, a gęstość zaludnienia wynosiła 30 osób/km² (wśród 2335 gmin Lotaryngii Longeaux plasuje się na 820. miejscu pod względem liczby ludności, natomiast pod względem powierzchni na miejscu 790.).